# Tir à la corde aux Jeux olympiques de 1912
Navigation
Édition précédente Édition suivante

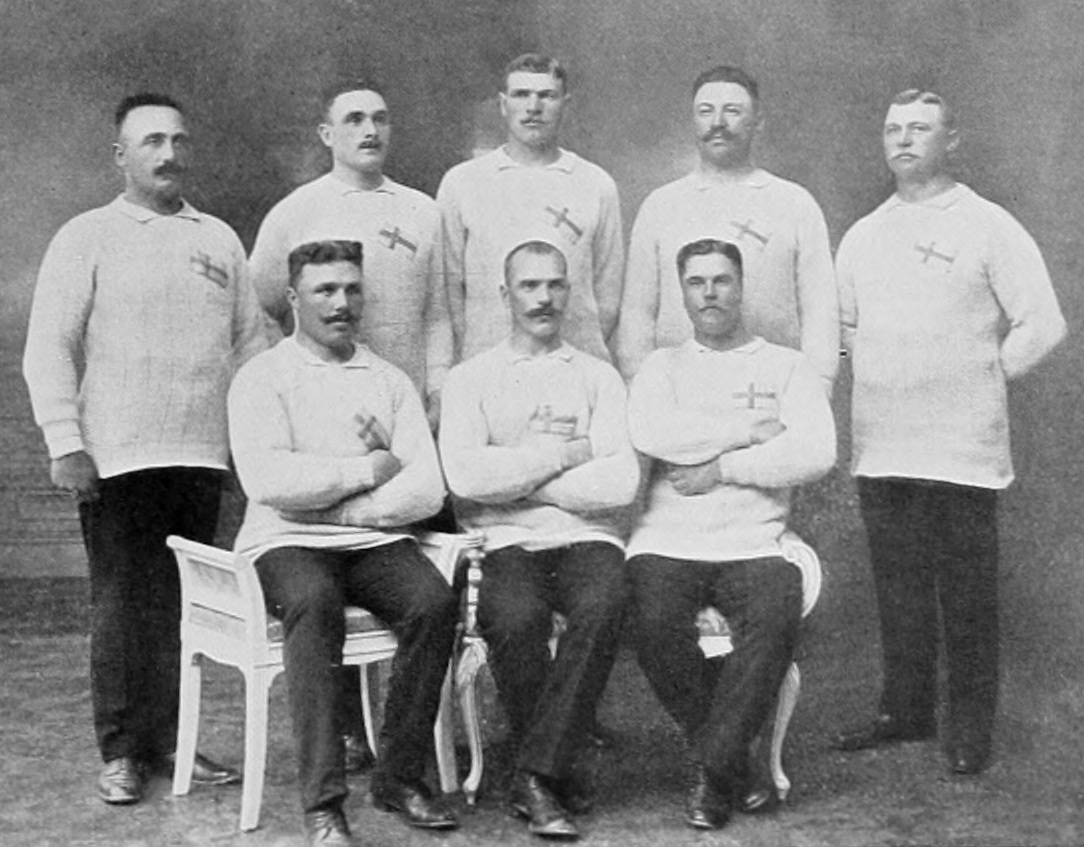
L'équipe suédoise, victorieuse de la compétition.

L'épreuve de tir à la corde aux Jeux olympiques d'été de 1912 a lieu à Stockholm, en Suède, le 8 juillet 1912.

## Contexte
Seules deux équipes se sont présentées au concours : la Suède et le Royaume-Uni avec des membres de leurs polices respectives. L'Autriche, la Bohême, et le Luxembourg ont tous inscrit des équipes mais elles ne se sont pas présentées.
Les retraits de ces trois équipes a transformé ce qui était prévu comme un tournoi de dix rencontres en un seul match entre les équipes suédoise et britannique. 

## Match
Le combat a consisté en un concours en deux manches, avec une troisième si nécessaire.
Dans le premier tir, l'équipe suédoise a régulièrement tiré la brigade britannique à travers le centre de la marque. Après cinq minutes de pause, la deuxième attraction a commencé. Dans celui-ci, ni l'équipe victorieuse, ni l'autre équipe ne réussit à prendre le dessus. Mais après une longue impasse, les hommes de l'équipe anglaise ont succombé à l'épuisement et s'écroulent le terrain, ce qui les conduisent à la disqualification et donnent la victoire aux Suédois.

## Résultats
| Épreuve | Or                        | Argent                            | Bronze              |
| Hommes  | Suède Police de Stockholm | Royaume-Uni City of London Police | Pas de participants |

## Participants

### Royaume-Uni
City of London Police
- Alexander Munro
- John Sewell
- John James Shepherd
- Joseph Dowler
- Edwin Mills
- Frederick Humphreys
- Mathias Hynes
- Walter Chaffe

### Suède
Police de Stockholm
- Arvid Andersson
- Adolf Bergman
- Johan Edman
- Erik Algot Fredriksson
- Carl Jonsson
- Erik Larsson
- August Gustafsson
- Herbert Lindström

## Sources
- Liste des médaillés sur le site officiel du CIO